# Fuerte San Carlos (Fernandina)
El fuerte San Carlos fue un fuerte novohispano de La Florida española del siglo XIX, situado en Fernandina Old Town, Fernandina Beach, Florida, Estados Unidos.

## Historia
Fue levantado en 1816 por orden del gobernador de Florida española Enrique White para contener la amenaza anexionista de los EE. UU. desde Georgia que había propiciado la invasión de Fernandina en las guerra Patriota (1812). En 1817 fue ocupada por el mercenario Gregor MacGregor al servicio de EE. UU. y Provincias Unidas de la Nueva Granada, quien amenazó a ambas naciones con crear la república de Las Floridas a cambio una compensación económica. El corsario francés Luis Aury, al servicio de México, también intentó ocupar el fuerte San Carlos en 1817.
Tras la incorporación de Florida a EE. UU. (1819) fue empleado brevemente durante la guerra civil americana (1861–1865). También tuvo uso durante la guerra guerra Hispano-Estadounidense (1898).
En los años cincuenta el Servicio de Parques Nacionales llevó a cabo trabajos arqueológicos en el sitio.

## Descripción
Se construyó en tapial, tierra apisonada. Tras el tratado de Adams Onís (1819) por el que España cedió La Florida a EE. UU., el fuerte cayó en desuso.
En la actualidad se observan algunos restos del muro de tapial en la calle Estrada, mientras que su patio de armas dio lugar a la plaza Fernandina.Se encuentra dentro del sitio histórico Fernandina Original Town, inscrito en el Registro Nacional de Lugares Históricos con número 86003685.